# فنایه ماثن
فنایه ماثن (به عربی: فناية الماثن) یک شهرداری در الجزایر است که در استان بجایه واقع شده‌است.